# Mano de gloria

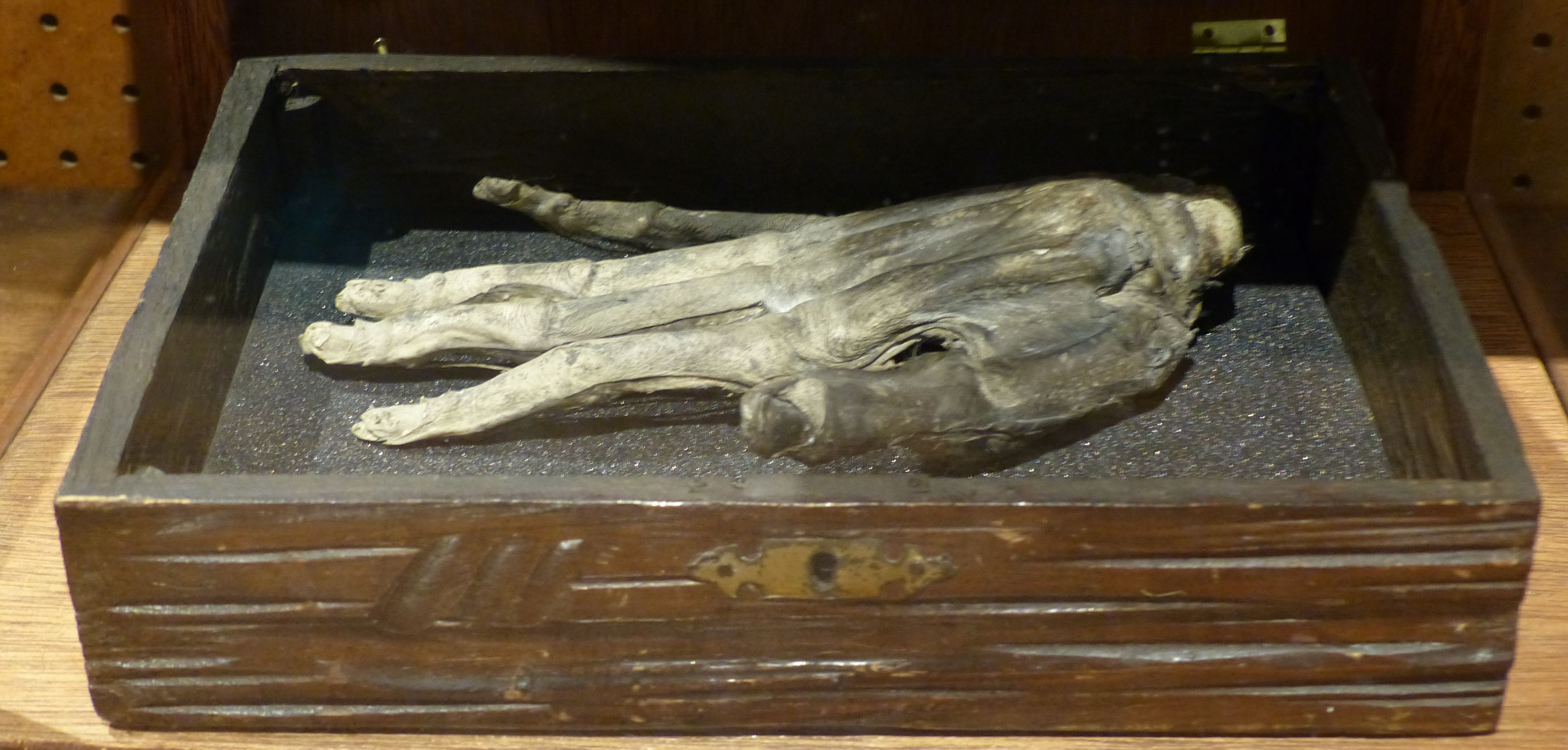
Una mano de gloria en el museo Whitby.

Una Mano de Gloria (en inglés, Hand of Glory) es la mano seca y escabechada de un hombre que ha sido ahorcado. A menudo, se usa la mano izquierda (latín: ‘siniestro’) o, si el hombre fue ahorcado por asesinato, la mano que «cometió el acto».
Las viejas creencias europeas atribuyen grandes poderes a una Mano de Gloria combinada con una vela hecha de grasa del cadáver del mismo malhechor que murió en la horca. La vela de esta forma elaborada, encendida y colocada (como en un candelabro) en la Mano de gloria, habría dejado inmóviles a todas las personas a quienes se les presente. El proceso para preparar la mano y la vela se describe en documentos del siglo XVIII, con ciertos pasos en disputa debido a la dificultad para traducir correctamente las frases de esa época. El concepto inspiró cuentos y poemas en el siglo XIX.

## Historia del término
El etimólogo Walter Skeat explica que, si bien el folclore ha atribuido durante mucho tiempo poderes místicos a la mano de un muerto, la frase específica Hand of Glory es, de hecho, una etimología popular, derivada del francés main de gloire, una corrupción del término mandragore, es decir, mandrágora.
Skeat escribió, «La asociación de la mano de la gloria con la mandrágora está asegurada por la afirmación de Cockayne en su Leechdoms de que la mandrágora “brilla de noche como una lámpara”». Cockayne, a su vez, cita a Pseudo-Apuleius en una traducción de un manuscrito sajón de su herbario.

## Poderes que se le atribuyen

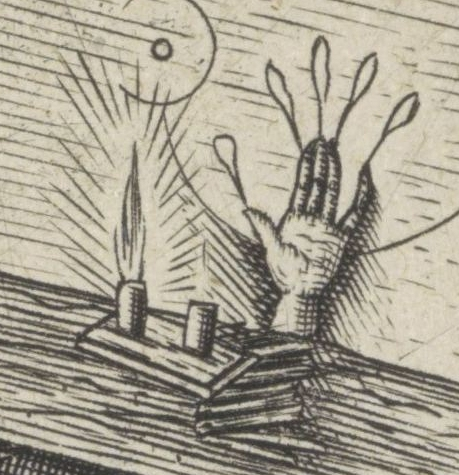
Una mano de gloria, en un detalle de la obra de arte de 1565 El anciano San Jacob visitando al mago Hermógenes, de Pieter van der Heyden.

Según las antiguas creencias europeas, una vela hecha de la grasa de un malhechor que murió en la horca, encendida y colocada (como en un candelero) en la Mano de Gloria, que proviene del mismo hombre que la grasa de la vela, inmovilizaría a todas las personas a quienes se les mostrase. El método para sostener la vela está esbozado en Petit Albert. La vela solamente se podía apagar con leche. En otra versión, el cabello del hombre muerto se usa como una mecha, y la vela solo daría luz al titular.
La Mano de Gloria también tenía supuestamente el poder de desbloquear cualquier puerta que se cruzara. El método de hacer una Mano de Gloria se describe claramente en el libro de Petit Albert Secrets merveilleux de la magie naturelle et cabalistique du petit Albert, y en el Compendium Maleficarum.